# 情满爱河
《情满爱河》（羅馬化：Rak Tum Thung）是改编自同名言情小说的第一卷，由哇提勒维·拍桑固翁、图恩雅芳·帕塔拉媞拉猜差容、尼措空·卡琼伯利叻、妮查潘·查采芃纳主演的泰国年代爱情剧。此剧是演员哇提勒维·拍桑固翁及图恩雅芳·帕塔拉媞拉猜差容继2021年《新搞怪女厨》后再度合作之剧。2024年1月22日晚间7时起通过泰国第3电视台正式播出。

## 剧情简介
Saisamorn Suaisamoe是一位来自富裕家庭的著名演员，她被母亲从国外召回来担任电影女主角。新项目导演派去大城府的拉特查多（Lat Chado）生活并体会爱情的滋味。在这里，她必须搬进Marasri的房子，Marasri是一个尖酸刻薄的女人，她被一个名叫Mha的人跟踪。这将如何结束？她能学会爱情吗？她会适应乡村枯燥乏味的生活吗？谁将成为这部爱情电影的主角呢？

## 演员阵容
- 哇提勒维·拍桑固翁 饰演 Mana（Ai Ma）

棕榈糖厂老板。
- 图恩雅芳·帕塔拉媞拉猜差容 饰演 Saisamorn Suaisamoe（Mayom）

极度渴望成为电影女主角的外国学生，准备好不惜一切代价让来实现梦想。
- 尼措空·卡琼伯利叻 饰演 Temorn
- 妮查潘·查采芃纳 饰演 Marasri

## 制作
此剧与《Bua和Kwan》（暂译）的剧组于2023年9月19日在Phra Pannawich House举行祭祀仪式。